# Euproctis conradtaria
Euproctis conradtaria är en fjärilsart som beskrevs av Collenette 1931. Euproctis conradtaria ingår i släktet Euproctis och familjen tofsspinnare. Inga underarter finns listade i Catalogue of Life.